# Génia Lioubow
Génia Lioubow, ou Marie Louise Eugénie Mazelin de son nom civil, née le 15 février 1874 à Champigny-sous-Varennes(Haute-Marne) et décédée le 19 août 1944 à Villeneuve-lès-Avignon, est une écrivaine, chiromancienne, peintresse et personnalité française de la fin du XIXe siècle et de la première moitié du XXe siècle.

## Biographie

### Enfance et éducation
Selon Roseline Bacou, Génia Lioubow, née « de parents décédés », pourrait être l'enfant illégitime d'un membre de la famille impériale russe. Elle aurait vécu en Russie jusqu'en 1898 ce qui expliquerait le fait qu'elle parle et écrive aussi bien le russe que le français et, qu'appartenant à un milieu aisé, elle ait pu commencer des études de médecine. Lors de son retour en France une rente lui aurait été versée, ne lui permettant pas une vie facile. Elle est patronnée par la comtesse Greffulhe qui semble être la seule à connaître ses origines et à pouvoir expliquer son titre d'« Altesse impériale ».

### Carrière littéraire et chiromancienne

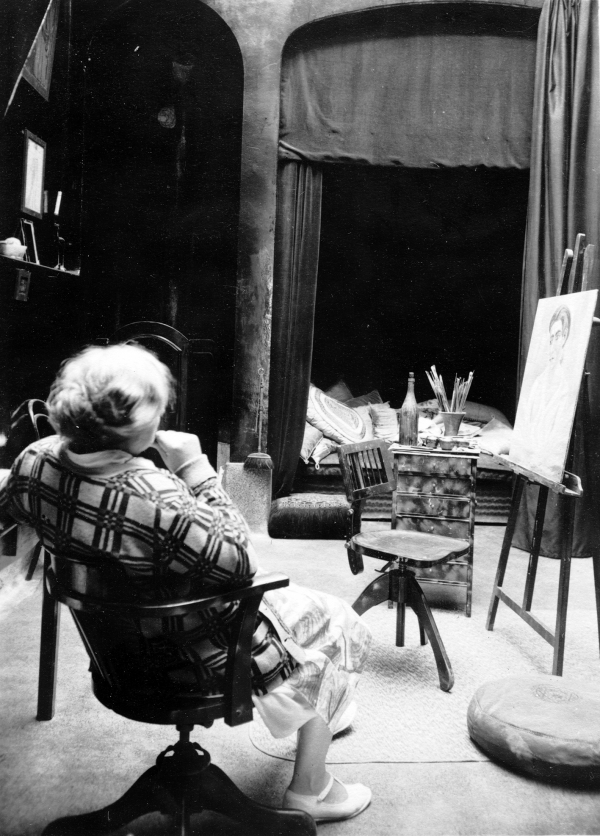
Génia Lioubow dans son atelier de peinture

Génia Lioubow arrive à Paris à l'âge de 25 ans, sans famille et sans connaissance, après, selon ses propos, avoir beaucoup voyagé notamment en Russie. Installée 6 rue Gustave-Courbet, elle est rapidement connue, sous le surnom qu'elle s'est donné, comme une chiromancienne en vogue dans les milieux politique et artistique parisiens,. 
Elle signe en 1902, dans la rubrique « Physiognomonie » de la revue du journaliste Gaston Méry L'Écho du merveilleux, un article consacré à Édouard Drumont. Suivent dans la même rubrique au cours de l'année 1902 des articles consacrés sous sa signature à des hommes politiques, économiques, écrivains et comédiens : Jean Jaurès, Nicolas II, François Joseph, Édouard VII, Victor-Emmanuel III, François Coppée, Jules Lemaître, Henri Rochefort, Paul Kruger, Wilhelmine de Hollande Élisabeth de Roumanie, Paul Decauville, Henrik Ibsen, Gabriele D'Annunzio, Léon Tolstoï, Eleonora Duse et Camille Pelletan. Édouard Drumont préface son ouvrage L'Art divinatoire. Les visages et les âmes publié l'année suivante par Flammarion. Elle annonce la préparation d'un essai de théosophie, le Désir infini, d'un volume de contes et de nouvelles en vers, les Heures d'Éros et d'un roman, Béatrice qui semblent ne pas avoir paru.

### Atelier à l'abbaye Saint-André
En 1914, Génia Lioubow rencontre Elsa Koeberlé à l'occasion d'une conférence sur son ouvrage Les visages et les âmes qu'elle donne à Strasbourg à la demande du père d'Elsa Koeberlé le docteur Eugène Koeberlé.
Les deux femmes se retrouvent à Paris qu'elles quittent fin 1915 pour le Midi de la France. Elles font la connaissance, au Grand-Hôtel des Lecques à Saint-Cyr-sur-Mer, du peintre Gustave Fayet qui acquiert pour elles au printemps 1916 l'abbaye Saint-André de Villeneuve-lès-Avignon. À cette fin, elle prétend appartenir à la famille impériale russe et fuir les persécutions bolchéviques. Elle raconte qu'elle a dû abandonner les forêts de séquoias acquises en Perse dans le sud de la mer Caspienne, leur station balnéaire étant bombardée par une canonnière russe, alors qu'elle se trouvait à bord de cette canonnière avec le grand-duc Paul qui n'admettait pas d'ingérence sur ses territoires. Elsa Koeberlé et Génia Lioubow vivent à l'abbaye jusqu'à leur mort, entourées d'intellectuels et d'artistes tels que le grand couturier avignonnais Jean Sully-Dumas et les artistes André Gide, Paul Claudel, Jules Supervielle, André Lhote, Pierre Seghers, Louis Aragon, Elsa Triolet, Henri de Monterlhant.
Charles Terrin, président de l'académie de Nîmes, évoquant le mont Andaon dans La Croix en 1936, présente Génia Lioubow comme la maîtresse d'œuvre avec Elsa Koeberlé de la restauration de l'abbaye mais également comme un grand peintre qui ne se réclame d'aucune école mais retrouve les procédés des primitifs et prend pour modèle les frères Hubert et Jan van Eyck, qualifiant son art de « panréalisme », terme qu'elle revendique. L'article de Charles Terrin est publié la même année dans La Phalange, la revue du symbolisme.  
Génia Lioubow meurt le 19 août 1944. Elsa Koeberlé fait appel au gendre de Gustave Fayet, Paul Bacou, ministre plénipotentiaire, qui obtient l'autorisation de faire enterrer leur amie dans les jardins de l'abbaye.